# Diploglossus montisserrati
Diploglossus montisserrati је гмизавац из реда Squamata.

## Угроженост
Ова врста је крајње угрожена и у великој опасности од изумирања.

## Распрострањење
Ареал врсте је ограничен на Монсерат (фр. Montserrat).